# آدم سميث (لاعب كرة قدم مواليد 1985)
آدم سميث (بالإنجليزية: Adam Smith)‏ هو لاعب كرة قدم بريطاني في مركز الدفاع، ولد في 11 سبتمبر 1985 في Lingwood and Burlingham ‏ في المملكة المتحدة. لعب مع نادي بوسطن يونايتد ونادي بيتربورو يونايتد ونادي كينغز لين.

## وصلات خارجية
- آدم سميث على موقع قاعدة بيانات كرة القدم.إي يو (الإنجليزية)
- آدم سميث على موقع Soccerbase.com (لاعب) (الإنجليزية)